# Перше покоління ігрових систем
Перше покоління ігрових консолей, почалося в 1972 році з випуску Magnavox Odyssey (розроблялася з 1968 року Ральфом Баєром, під кодовою назвою The Brown Box), та тривало до 1977 року, коли виробники гральних систем типу "pong" масово покинули ринок, внаслідок кризи в ігровій індустрії 1977 року, коли з'явилися консолі на мікропроцесорах. У Японії покоління продовжувалося до 1980 року, завдяки портативній консолі - Color TV-Game.
Деякі головні особливості консолей першого покоління:
- Ігри засновані на дискретно-транзисторній схемі

- Ігри вже були включені в консолі, а не поставлялися на картриджах.

- Вся гра розміщується на одному екрані

- Об'єкти на екрані складаються з дуже простих точок, ліній або блоків.

- Кольори графіки переважно чорно-білі, або інші дихроматичні комбінації, пізніше з'явилися з підтримкою трьох та більше кольорів.

- Підтримують моно-звук, або взагалі без звуку.

- Відсутні особливості консолей другого покоління, такі як мікропроцесорна схема, ROM-картриджі, спрайтова графіка та багатокольорова графіка.

## Історія

### Інтерактивне телебачення
1951 року інженер телебачення Ральф Баєр розмірковував над ідеєю створення інтерактивного телебачення, коли створював з нуля телевізор для компанії «Loral» (Бронкс, Нью-Йорк). Він досліджував цю ідею у 1966 році, коли був головним інженером і менеджером відділу дизайну обладнання в «Sanders Associates». До грудня він разом з техніком створили перший прототип і представили його директору компанії, Герберту Кемпмену. Проєкт, який дозволяв переміщувати на екрані лінію, офіційно схвалили й виділили на нього деякі фінанси. Наступні місяці Баєр розроблював нові прототипи. 1967 року техніку Біллу Гаррісону було призначено сконструювати проєкт.:30 Наступні місяці він займався іншими проєктами, послідовно модифікуючи прототип. Баєр ж співпрацював з інженером Біллом Рушом над розробкою ігрової системи, яка стала основою для майбутніх консолей. До травня вони завершили першу відеогру. До червня вже був готовий другий прототип з кількома відеоіграми. Серед них була гра, де гравець керував точками, що переслідували одна одну та гра зі стрілецькою зброєю, зробленої з пластикової гвинтівки. До 1967 року Баєр і Гаррісон сконструювали третій прототип. Однак Баєр вважав, що гральна система не матиме успіху без веселих ігор. Щоб компенсувати це, він долучив до проєкту Білла Руша, який допоміг розробити початкові ігри для консолі.:45 Пізніше, він придумав спосіб відображення трьох точок одночасно замість двох і запропонував створити гру про пінг-понг.
За рахунок більшого фінансування створювалися додаткові ігри. У лютому 1968 року прототип продемонстрували віце-президенту TelePrompTer Х'юберту Шлафлі, який підписав угоду з Sanders. Протягом кінця 60-х - на початку 70-х років промисловість Кабельного телебачення зазнала падіння. Розробка продовжилася, в результаті чого в кінцевому прототипі "Brown Box" [4] було два контролери, світловий пістолет і шістнадцять перемикачів на консолі, які перемикали гру для відтворення. Баєр звернувся до різних виробників американського телебачення, і в нарешті угода була підписана з Magnavox в кінці 1969 року. Основними змінами Magnavox в "Brown Box" були: використання схем вставлення для зміни ігор та видалення можливості відтворювати кольорову графіку, на користь кольорових накладок для телевізора, щоб скоротити виробничі витрати. Консоль була випущена в 1972 році як Magnavox Odyssey.

### Цифрова електроніка
Як і інші ігрові консолі, Odyssey - це цифрова консоль. Однак, як і всі консолі до шостого покоління, вона використовувала аналогові схеми для виведення, щоб відповідало телевізорам своєї епохи, які були аналоговими; також, як і всі пізніші консолі від Nintendo 64, вона оснащена аналоговими ігровими контролерами. Через ці два факти багато колекціонерів помилково вважали, що Odyssey є аналоговою консоллю, при цьому непорозуміння стало настільки поширеним, що в результаті Баєр пояснив, що Magnavox Odyssey дійсно є цифровою консоллю: усі електронні сигнали обмінюються між різними частинами, які відповідальні за геймплей (генератори м'яча та гравців, генератори синхронізації, діодна матриця тощо) є двійковими. Використовуваний тип цифрових компонентів - це DTL, звичайний компонент цифрового проектування до TTL, який використовує дискретні транзистори та діоди.
Nintendo також вперше з'явилася в ігровій індустрії в той час. За словами Мартіна Пікара в Міжнародному журналі комп'ютерних ігрових досліджень: "У 1971 році Nintendo - ще до початку маркетингу першої домашньої консолі в США - уклала союз з американським піонером Magnavox для розробки та виробництва оптоелектронних пістолетів для Odyssey (випущена в 1972 році), оскільки вона була схожа на те, що Nintendo могла б запропонувати на японському ринку у 1970-х роках''.
Magnavox Odyssey виявилася не дуже успішною, хоча інші компанії з подібними продуктами (в тому числі Atari) довелося платити ліцензійний збір деякий час. Часом це була найвигідніший продукт Sanders, хоча багато хто в компанії не підтримували розвиток ігор.

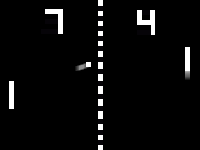
Аркадна версія Pong

Ранні мейнфреймові ігри в Сполучених Штатах були розроблені окремими користувачами, які програмували їх у вільний час. У 1962 році група студентів з Массачусетського технологічного інституту створила гру під назвою Spacewar! на DEC PDP-1. У 1970 році Нолан Бушнелл побачив Spacewar! вперше в Університеті штату Юта. Побачивши комерційний потенціал у грі, він підключив спеціальний комп'ютер, здатний відтворювати його на чорно-білому телевізорі. Отримана в результаті гра, Computer Space, не продавалася на комерційній основі, через що Бушнелл почав шукати нові ідеї. На початку 1972 року він побачив демонстрацію Magnavox Odyssey та найняв Ала Алкорна, для створення аркадної версії гри пінг-понг (за допомогою Транзисторно-транзисторної логіки) під назвою Pong.
12 вересня 1975 року Epoch випустив першу в Японії консоль, TV Tennis Electrotennis, домашню версію Pong, за кілька місяців до виходу Home Pong в Північній Америці. Унікальною особливістю телевізійного тенісу є те, що консоль бездротова, працює через UHF антену.
Домашні відеоігри отримали широку популярність з виходом домашньої версії Pong на Різдво 1975 року. Завдяки його успіху з'явилися сотні клонів, включаючи Coleco Telstar, який став найуспішнішим, з більш ніж десятком моделей та британською компанією Binatone - майстром телебачення Binatone.
Найпопулярнішою консоллю Японії першого покоління стала Nintendo Color TV Game, випущена в 1977 році. Консоль продалася тиражем 3 мільйони одиниць - найбільший показник серед консолей першого покоління.
Перше покоління відеоігор не містило мікропроцесора, і було засновано на спеціальних бездротових комп'ютерних машинах, що складаються з дискретних логічних схем, що містять кожен елемент самої гри. Пізніші консолі цього покоління перенесли основну частину схеми на спеціальні IC чипи, такі як "Custom Pong Chips" та "General Instruments" AY-3-8500.

## Ігрові системи першого покоління

### Порівняння
| Ім'я          | Magnavox Odyssey                                          | Серія Magnavox Odyssey (11 консолей)                 | TV Tennis Electrotennis                      | Home Pong                                     |
| ------------- | --------------------------------------------------------- | ---------------------------------------------------- | -------------------------------------------- | --------------------------------------------- |
| Виробник      | Magnavox                                                  | Magnavox, Philips                                    | Epoch Co.                                    | Atari, Sears Tele-Games                       |
| Зображення    |                                                           |                                                      |                                              |                                               |
| Стартова ціна | US$100 (еквівалент 585 доларів у 2018 році)               | US$100–230 (еквівалент 455-1046 доларів у 2018 році) | ¥20,000 (еквівалент 338 доларів у 2018 році) | US$98.95 (еквівалент 450 доларів у 2018 році) |
| Дата випуску  | NA: серпень 1972 EU: 1973 JP: 1974 (ліцензована Nintendo) | NA 1975—1978                                         | JP: 12 вересня 1975                          | NA грудень 1975                               |
| Носій даних   | Друкована плата                                           | Різні                                                | Вбудований чип                               | Вбудований чип                                |
| Аксесуари     | Shooting Gallery                                          | n/a                                                  | Wireless controller                          | n/a                                           |
| Продажі       | 330,000                                                   | n/a                                                  | 10,000                                       | 150,000                                       |

| Ім'я          | Binatone TV Master                          | Telstar series (14 моделей)                                        | Color TV Game series (5 консолей)              |
| ------------- | ------------------------------------------- | ------------------------------------------------------------------ | ---------------------------------------------- |
| Виробник      | Binatone                                    | Coleco                                                             | Nintendo                                       |
| Зображення    |                                             |                                                                    |                                                |
| Стартова ціна | £35 (еквівалент £231, або $340 у 2018 році) | US$50 (еквівалент 215 доларів у 2018 році)                         | ¥8300–48,000 (еквівалент $119-687 в 2018 році) |
| Дата випуску  | UK: 1976 NA: 1976 (ліцензована Magnavox)    | NA 1976—1978                                                       | JP 1977—1980                                   |
| Носій даних   | Вбудований чип                              | Вбудований чип (більшість моделей) Картридж (Telstar Arcade, 1977) | Вбудований чип                                 |
| Аксесуари     | Paddles і light gun                         | Controller styles                                                  | n/a                                            |
| Продажі       | n/a                                         | 1 мільйон                                                          | 3 мільйони                                     |

## Див. Також
- Домашній комп'ютер